# Rio Bolovanul (Ilva)
O Rio Bolovanul é um rio da Romênia afluente do Rio Ilva, localizado no distrito de Bistriţa-Năsăud.